# Лхаса (станція)
Лхаса (тиб. ལྷ་སའི་འབབ་ཚུགས་, кит.: 拉萨站) — залізнична станція в Лхасі, столиці Тибетського автономного району.

## Історія
Будівництво станції завершено 30 червня 2006 року. Відкриття відбулося 1 липня 2006 року разом із запуском всієї залізниці в Тибеті.

## Опис
Станція є кінцевою на Цінхай-Тибетській залізниці. Розташована за 1 788 км від міста Сінін. За 5 км від станції знаходиться головна пам'ятка Лхаси — палац Далай-Лами Потала. Висота над рівнем моря — 3 641 м.
В приміщенні вокзалу розташовується фоє, квиткові каси, банкомати, зал очікування і VIP-зал. Також існує медичний пункт, в якому можна отримати кисень у разі появи симптомів гірської хвороби.
Всі оголошення по станції станції та написи виконуються китайською і тибетською мовами.

## Галерея

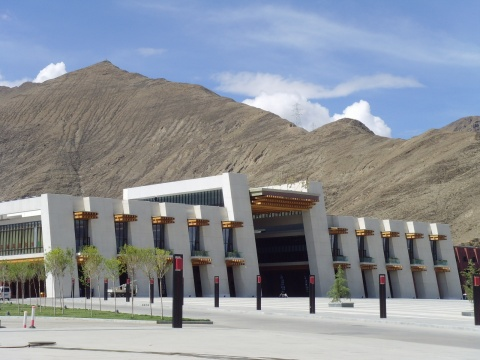
Вид на вокзал з привокзальної площі.
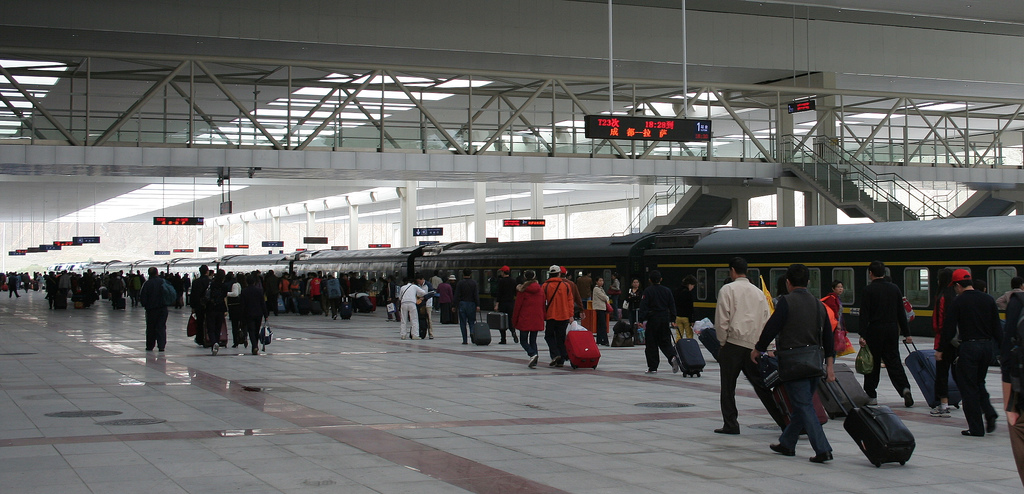
Платформа станції.
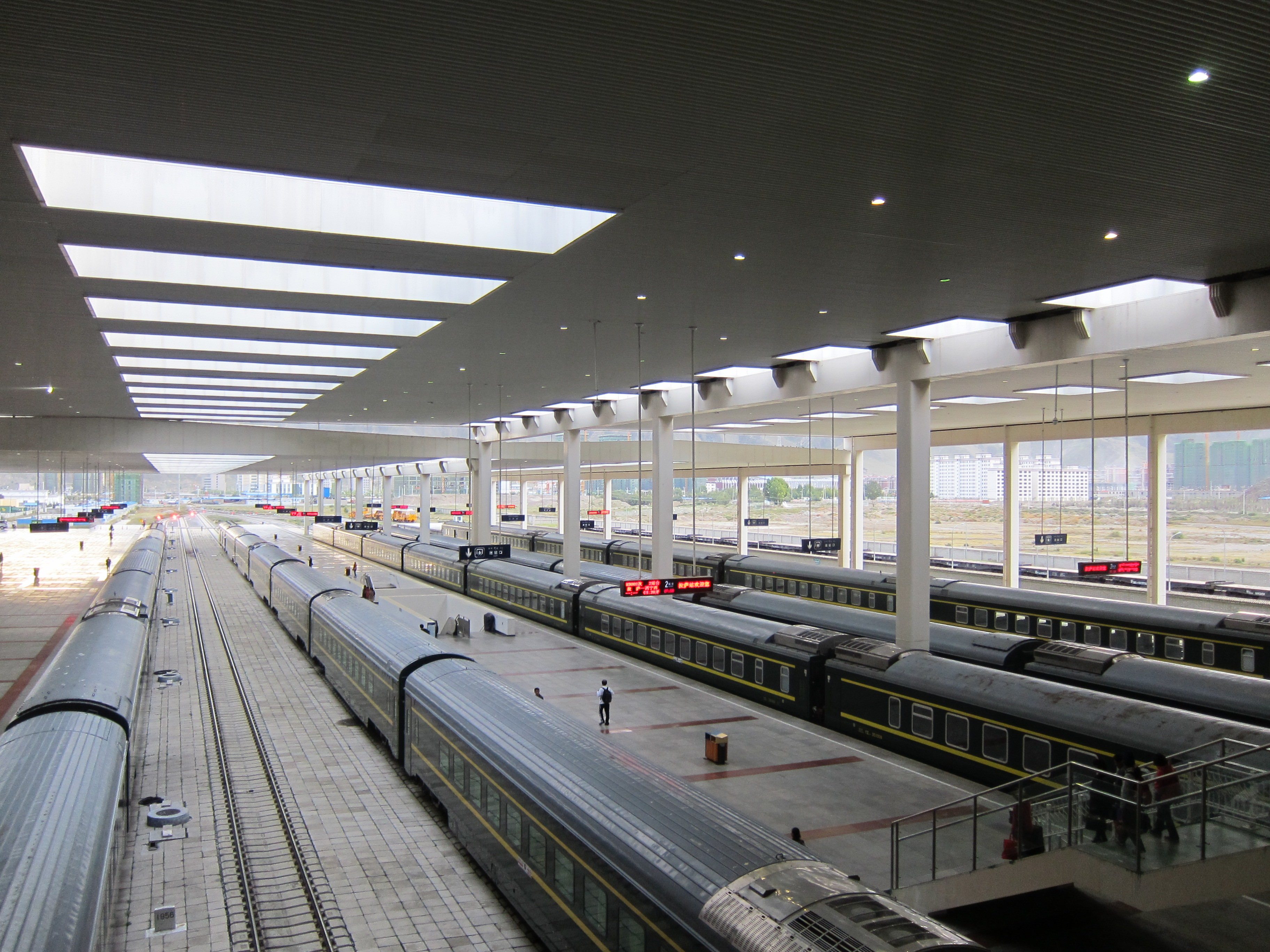
Вид на платформи з пішохідного мосту.
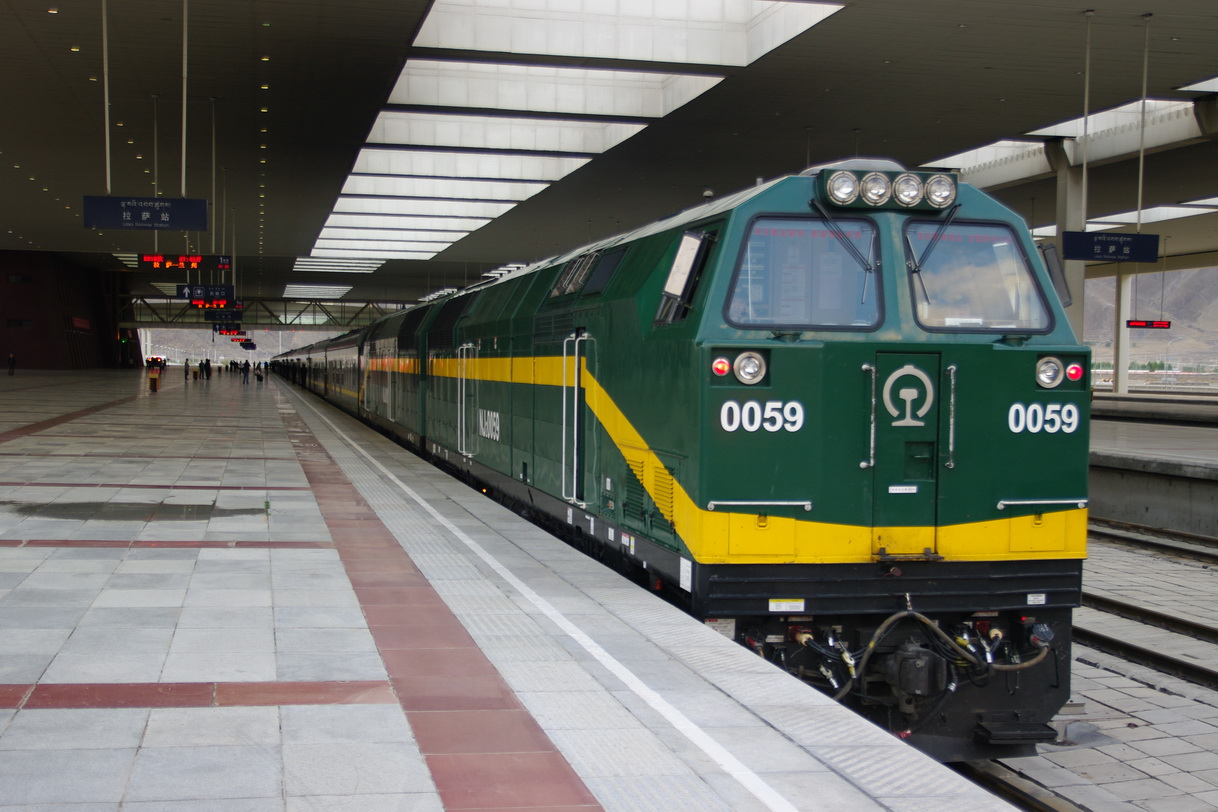
Локомотив на платформі.